# Edith McGuire
Marie Edith McGuire, connue plus tard sous le nom de Edith McGuire-Duvall, née le 3 juin 1944 à Atlanta, est une ancienne athlète américaine spécialiste du sprint. Elle a remporté trois médailles lors des Jeux olympiques de Tokyo en 1964, dont le titre sur l'épreuve du 200 mètres.

## Biographie
Au début des années 1960, Edith McGuire est étudiante à l'Université d'État du Tennessee, dans la section athlétisme d'où sont issues les médaillées olympiques Wilma Rudolph et Wyomia Tyus. Elle se distingue aux championnats des États-Unis en terminant 2e au saut en longueur en 1961 et sur 100 yards en 1962.
En 1963, elle remporte deux médailles lors des Jeux panaméricains, dont l'or sur 100 mètres.
En 1964 elle est championne des États-Unis sur 200 mètres et devient la première athlète américaine à avoir remporté un titre national sur trois disciplines différentes. Invaincue durant la saison sur cette distance, elle est favorite des Jeux olympiques de Tokyo. Elle remporte la finale en 23 s 0, établissant à cette occasion un nouveau record olympique. La Polonaise Irena Kirszenstein est devancée d'un dixième de seconde. McGuire obtient deux médailles d'argent supplémentaires lors de ces Jeux : sur 100 mètres tout d'abord, et avec le relais 4 × 100 mètres américain battu en finale par l'équipe de Pologne.
Edith McGuire met un terme à sa carrière en 1965, et devient professeur.

## Palmarès
| Date | Compétition        | Lieu      | Résultat | Épreuve   | Performance |
| ---- | ------------------ | --------- | -------- | --------- | ----------- |
| 1963 | Jeux panaméricains | São Paulo | 1re      | 100 m     | 11 s 65     |
| 1963 | Jeux panaméricains | São Paulo | 3e       | Longueur  | 5,48 m      |
| 1964 | Jeux olympiques    | Tokyo     | 2e       | 100 m     | 11 s 62     |
| 1964 | Jeux olympiques    | Tokyo     | 1re      | 200 m     | 23 s 05     |
| 1964 | Jeux olympiques    | Tokyo     | 2e       | 4 × 100 m | 43 s 92     |

## Records
| Épreuve    | Performance | Lieu  | Date            |
| ---------- | ----------- | ----- | --------------- |
| 100 mètres | 11 s 47     | Tokyo | 15 octobre 1964 |
| 200 mètres | 23 s 05     | Tokyo | 19 octobre 1964 |

## Sources
- (en) Cet article est partiellement ou en totalité issu de l’article de Wikipédia en anglais intitulé « Edith McGuire » (voir la liste des auteurs).